# Église Saint-Léonard de La Cerlangue
L'église Saint-Léonard est une église catholique située dans la commune de La Cerlangue, en France.

## Localisation
L'église est située à La Cerlangue, commune du département français de la Seine-Maritime, lieudit « Le Carreau ».

## Historique
L'église est fondée au XIIIe siècle. 
Le clocher et la nef sont datés du XVIe siècle.
L'édifice est classé au titre des monuments historiques depuis le 27 mars 1914 : la nef et le clocher font l'objet de la protection.
La flèche de l'édifice fait l'objet d'une restauration de 1958 à 1962.

## Description
L'édifice est en pierre et silex.
L'église conserve des stalles du Moyen Âge provenant d'un autre édifice, Saint-Jean-Baptiste, de Saint-Jean-des-Essarts détruit à la fin du premier quart du XIXe siècle.